# Pont de la Concorde (Montréal)
Pour les articles homonymes, voir Pont de la Concorde (homonymie).
Le pont de la Concorde est un pont routier et cycliste situé à Montréal (arrondissement Ville-Marie) qui relie l'île de Montréal à l'île Saint-Hélène en enjambant le fleuve Saint-Laurent. Il fut construit afin de fournir un accès depuis le centre-ville jusqu'à l'Exposition universelle de 1967. 
De 1967 à 1972, l'Expo Express circulait sur le pont.

## Description

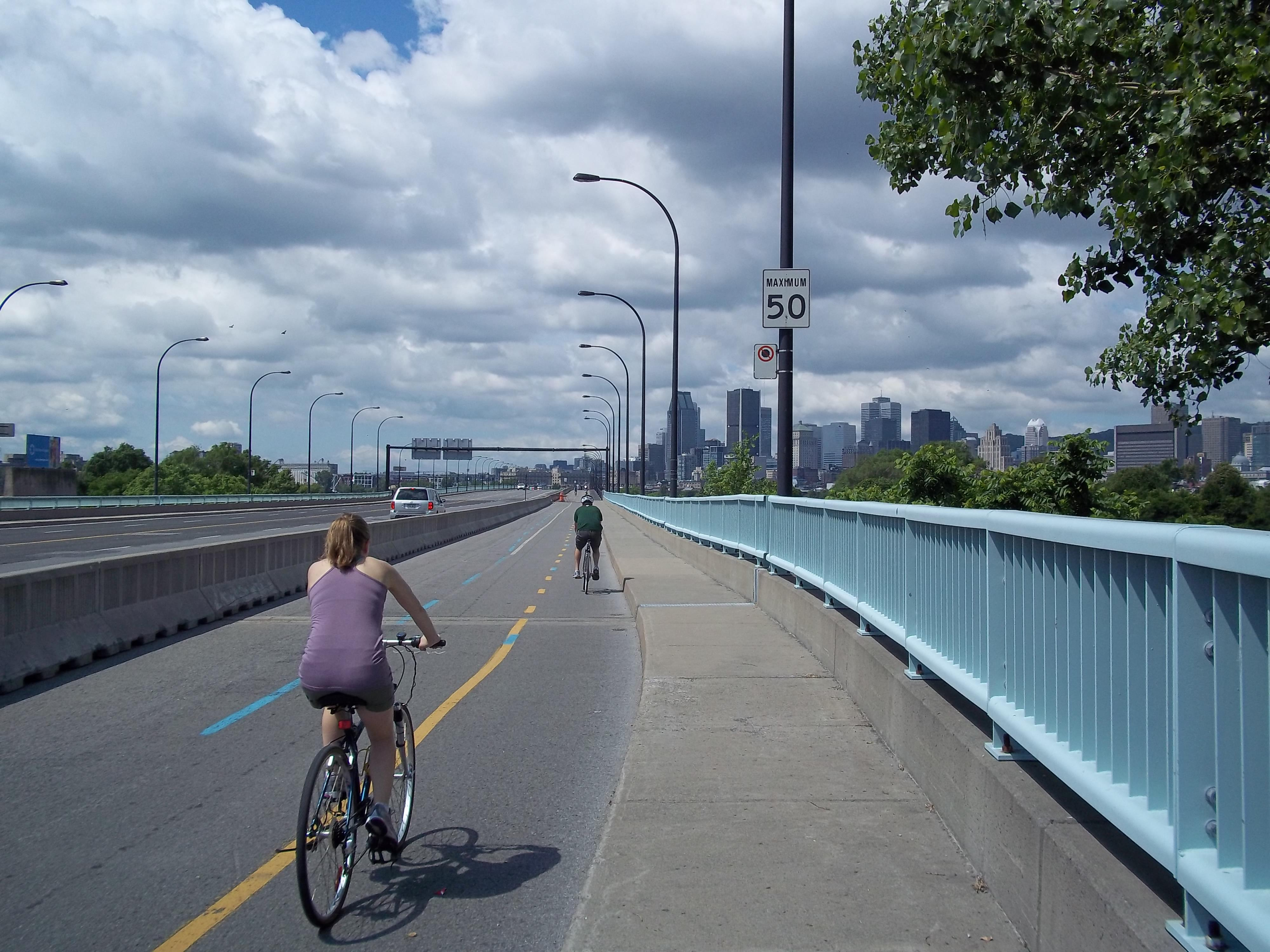
Vélos sur le pont de la Concorde.

Le pont est emprunté par l'avenue Pierre-Dupuy. Il comporte quatre voies de circulation, soit deux par direction, lesquelles sont séparées par une ligne simple centrale. Une partie du pont, du côté nord, est délimitée par un muret de béton et sert de piste cyclable. Un trottoir est également aménagé de ce côté.
L'avenue Pierre-Dupuy, qui mène au pont, est accessible à partir de l'autoroute Bonaventure (sortie 2). Le pont aboutit, du côté est, à un intersection avec une rampe d'accès qui permet d'accéder à l'île Sainte-Hélène et au Parc Jean-Drapeau. Il se prolonge dans une autre structure appelée pont des Îles, qui elle permet d'atteindre l'île Notre-Dame.

## Toponymie
Le nom du pont rappelle la devise de Montréal, Concordia salus, qui signifie « Prospérité par la concorde ». Ces thèmes d'harmonie et d'amitié étaient d'ailleurs au cœur de l'Exposition universelle de 1967. Cela est d'autant plus vrai que les pavillons des deux grands ennemis de la Guerre froide, ceux des États-Unis et de l'U.R.S.S., se trouvaient sur deux îles distinctes.